# 2023年澳門銀河娛樂場群體鬥毆事件
2023年澳門銀河娛樂場群體鬥毆事件，是在2023年5月1日凌晨約1時45分在澳門路氹城銀河渡假村娛樂場內發生的一件集體鬥毆事件，事件起因是有賭客因投注百家樂「庄」、「閒」問題先引起對罵，隨後投注兩方的數名朋友加入爭執，繼而發生打鬥。事發期間有人錄製相關影片並發佈至中國大陸部分社交平台，隨後澳門司警於案發當天下午證實有關事件，並拘捕8名中國大陸籍人士，其中一名被襲擊的嫌犯受輕傷送院治理後經已出院。2023年5月3日，警方再拘捕5名中國大陸藉逾期居留男性，全部均承認涉及該打鬥事件，案件最終累計13人被捕。警方隨後對相關涉案人士移送檢察院處理外，並對涉案13人展開禁止入境及禁止進入娛樂場程序。
由於事件正值中國大陸“五‧一小長假”，加上澳門自2023年1月上旬起大規模並逐步放寬COVID-19防疫及出入境措施，吸引不少海內外旅客藉五一假期訪問澳門，而事件發生地點位於賭場內，引起不少澳門本地和海內外華人地區的廣泛討論和迅速傳播，有網民留言甚至海內外傳媒引用部分電影或劇集名稱來形容事件，包括“賭城風雲”、“賭場風雲”、澳門賭場MMA，甚至有香港或台灣傳媒利用任天堂著名遊戲“大亂鬥”等來形容該事件。事件更引起澳門特別行政區政府強烈反應，其中保安司司長黃少澤更直言事件對澳門形象造成嚴重影響，而事發地點是賭場令旅客對澳門形象影響「不好、好差」。

## 事件經過
2023年5月1日清晨，網上多個社交平台流傳多段影片指路氹城某娛樂場上演打鬥事件（另稱：“賭場MMA”、“全武行”），片段指起初有一名黑衣男子在賭場內與一名白衣男子纏鬥，不斷毆打白衣男子頭部。其後雙方人馬加入打鬥混戰中，有人舉起椅子擲向對方。網上流傳打鬥原因是有人在每場賭局均落注“對家”，贏錢後更出言嘲諷致雙方口角，繼而動武。影片分為至少4段，長度均不超過30秒，並引來眾多賭客圍觀，期間有人上前勸阻但不成功。據稱打鬥原因是白衣男子把對方視作“指路明燈”，專與其“打對台”。贏錢後更出言嘲諷致雙方初則口角，繼而動武。及後雙方多名友人加入戰團，霎時間但見拳來腳往，更有人擸起椅子“車”向對方。
據澳門司警於2023年5月4日公佈案件詳細指，於2023年5月1日凌晨，姓許、孫、張、李和靳一方，和姓呂的九名男女一方於路氹城某賭場百家樂抬耍樂，兩方分別投注庄、閒並發生爭執對罵，在投注兩三局後，雙方爭執越趨激烈，於派彩時發生互相追逐打鬥，持續數分鐘後被賭場保安制止，司警當場拘捕孫、張、李、靳、呂、牛、張、王等八人，當中牛、張和王沒有參與打鬥，但沒有阻止打鬥，並於現場叫囂，另姓靳男子報稱受傷，送院治療後無礙。隨後在5月3日於中區一間酒店再拘捕姓康、秦、牛、王和楊五名男子。

## 後續發展

### 拘捕行動
澳門司警於2023年5月1日下午證實路氹某娛樂場打鬥事件，涉及8名中國大陸籍旅客男女並依法處理，其中1名男性嫌犯受輕傷經送院治理後出院。司警表示，事發在5月1日01:45左右，該局駐場巡邏隊人員接報後迅速到場介入，當時有兩方賭客因投注問題對罵，雙方的數名朋友加入爭執，繼而互相打鬥，期間數名保安員上前制止及分隔相關人士，並由司警人員即時介入處理。
2023年5月3日，警方再拘捕5名中國大陸藉男性，涉及該打鬥事件，涉案人士全部為逾期居留，並於同年5月4日移送檢察院處理外，並將所有涉案人士開展禁止入境及禁止進入娛樂場程序。

### 案件公佈
2023年5月4日，澳門司警聯同治安警察局公佈案件詳情，合共拘捕13名中國大陸旅客，包括11男2女，年齡介乎22至48歲，大部分來自山東省。其中一方分別姓孫，45歲；姓張，35歲；姓李，42歲；姓靳，41歲。均報稱無業。另一方分別姓呂，41歲；姓康，37歲；姓秦，22歲；姓牛，29歲；姓王，22歲；姓楊，48歲。呂某及康某報稱為商人，楊某報稱為金融業經理，其餘3人報稱無業。
治安警察局代表指涉案人士的行為對公共秩序和安全構成危險，且有關打鬥影片於社交網絡平台廣泛流傳，對澳門的城市形象造成影響。警方對其中五人因涉嫌作出刑法典第137條「普通傷害身體完整性」罪，將被禁止入境澳門四年；另外五名除涉嫌觸犯「普通傷害身體完整性罪」外更逾期逗留澳門，將被禁止入境澳門五年，其中八名嫌犯被治安警出入境事務廳依法廢止逗留許可並遣送出境。而事發時在場叫囂附和的兩女一男亦被禁入境一年。涉案13人被澳門博彩監察協調局一律禁止進入澳門境內娛樂場兩年。。
對於有關涉案影片或違反澳門禁止賭場內錄影的規定，司警稱目前正調查跟進，會追查相關拍攝者，並會要求網上流傳之影片採取應對措施，包括要求下架。
澳門司警發言人表示於案發當天01:45接到路氹城一賭場保安通知發生打鬥事件，經調查涉及兩方人士疑因百家樂投注問題發生爭執後繼而動武，警方先在當場拘捕8人，其後於同年5月3日在中區一酒店再拘捕5人，司警代表表示將另立案件調查協助他們租住酒店的人士。

## 相關反應及檢討

### 保安司司長
2023年5月1日，保安司司長黃少澤表示，賭場打鬥事件由於通過網絡迅速傳播，對澳門形象造成「嚴重」影響，又形容個案影響對澳門“不好、好差”，他同時建議博彩監察協調局對相關人士採取禁止進入賭場措施外，甚至對涉案人士採取禁止入境澳門措施。
對於被網民反映指賭場警員反應慢，黃少澤回應表示，賭場執法主要由賭場保安、駐場司警及場外的治安警，互相支持、配合，不可能在場內每個角落都派駐司警人手，而是由三方人員協助維持賭場保安的工作。對該個案，警方第一時間介入，司警亦公佈對個案的處理。

### 博彩監察協調局
2023年5月2日，澳門司警聯同博彩監察協調局與六大博企代表召開會議，促進溝通協作完善娛樂場內外安保工作，加強保障居民和旅客的人身財產安全。司警局副局長蘇兆強指出，打鬥事件雖在警方介入後迅速依法處置，惟事件反映現時相關安保部署存在改善空間，有必要切實完善場內應急機制，因此，司警局將在常設的“預防博彩犯罪工作坊”中增加“應對突發事件和處理危機”內容，增強從業員的應急能力和通報意識。博監局博彩監察廳廳長Paulo Jorge Moreira Castelo Basaloco表示，博監局已根據相關法律規定對參與日前打鬥事件的人士採取禁入場措施。此外，博監局敦促有關企業因應節假日娛樂場內人流明顯增多，加強場內保安，做好人員培訓，並就突發事件制定預案及事前準備工作。會議上六大博企代表積極回應政府的要求和建議，承諾加強保安工作，包括增加人手和強化賭枱前線安保部署，同時理順與司警局、博監局的通報機制，以便執法部門快速介入處理突發事件，保障場內外人士安全，維持場內外秩序及良好治安。

### 司法警察局
2023年5月4日，澳門司警代表在案情發佈時重申，不容許任何暴力打鬥行為，必定嚴打及追查到底，並會使用所有可行的法律工具令作案者承擔應有的法律責任。執法和監管部門會聯同相關企業全面檢視娛樂場的安保工作，進一步完善通報機制，增強應急處置能 力，盡力防止同類事件再次發生。

## 相關影響

### 媒體廣泛報道
由於事件在網上快速傳播，引起眾多海內外華人媒體關注和報道事件，而2023年5月2日的《澳門日報》更登上頭版報道該事件，而澳門本地葡語和英語傳媒均報道該事件。包括中國大陸、香港大部分傳媒都廣泛報道事件，亦引起台灣、美國、馬來西亞、新加坡等多家華人媒體廣泛報道。
有香港紙媒利用香港電影《激戰》進行點評分析，指銀河娛樂集團旗下的“澳門銀河”娛樂場發生打鬥事件後，對於澳門博彩業而言是不啻為好兆頭。一來反映賭場人氣旺，否則好像疫情期間客流稀疏，隨時每人可霸一張枱慢條斯理「甩牌」，想搵交嗌都難。其次，這亦顯示現場賭錢的投入感不是網絡博彩所能代替，只不過今趟有人過於肉緊，心浮氣躁難免要付出代價。
澳門有報章評論提到過去三年疫情期間由於出入境限制措施實行，對澳門博彩業造成負面影響。而外電報道指打鬥場面不時在東南亞國家或地區開設的賭場中出現。這固然是出於「蹭新聞熱度」的自然反應，但也不無帶有某種妒忌及幸災樂禍的情緒。這當然讓這些賭場的經營者並不好受，因而當澳門的賭場發生打鬥案，也就必然會「加多幾錢肉緊」地喧嚷，並「暗示」澳門賭場「不安全」。各家博企雖然已經不同程度地設置「高端中場」，但從該打鬥案看，似乎仍然未臻完善。實際上，從流傳的視頻看，打鬥的一方賭客每次押注十萬元。這就適宜引導其到「高端中場」下注，避開嘈雜的中場，而且也可避免發生當天另一方賭客每一鋪落注二千元的針對性「專買對家」，從而釀發爭執打鬥的情事發生。「吃一塹，長一智」，在國家政策明顯有利於澳門旅遊博彩業之下，相信澳門各家賭場的人流將會更為擠擁，難免會有碰撞摩擦事件發生。因此，除了是必須加強維安措施之外，各家賭場也適宜進行調度安排，加強「高端中場」以至「公司貴賓廳」的營運，疏導注碼較大的賭客，與注碼較小者區隔開來，以減少摩擦。這也是博彩業健康有序發展的一個形式，將能更為獲得中央的認可及信任，繼續對澳門「放水」，對中國周邊尤其是東南亞國家及地區的賭場「閂水喉」，「引水聚澳」的效應就將更為顯著。

### 網絡熱搜
由於事件正值中國大陸放寬COVID-19大規模防疫措施的首個五一長假期，中國大陸多個著名旅遊景點均發生多宗因意見不合而發生打鬥事件，鄰近的香港都發生中國大陸旅客打鬥事件，而相關多個打鬥事件均頻繁登上微博熱搜。
而事件發生後翌日（2023年5月2日）更登上微博熱搜，有網民建議「回來後查查在內地是否涉黑、貪」；亦有網民反問「憑什麼禁入？不是自己國家領土了嗎，給你發個禁入北京行不行。」，有網民表示「別人五一勞動節，他們五一打架節，好啊！挺能打的。」；另有網民表示澳門政府相關做法太優秀。

## 外部連結
- 事件發生期間的影片 （页面存档备份，存于）